# Обретење главе Светог Јована Крститеља
Обретење главе Светог Јована Крститеља је православни хришћански празник.

## Прво обретење
Према предању, велики и славни пророк Јован Крститељ би посечен по жељи и наговору злобне Иродијаде, жене Иродове. Када Јован би посечен, нареди Иродијада да му се глава не сахрањује заједно са телом, јер се бојаше да страшни пророк некако не васкрсне. Стога узе његову главу и закопа је на неком скривеном и бешчесном месту, дубоко у земљу. Њена дворкиња беше Јована, жена Хузе, дворјанина Иродова. Добра и благочестива Јована не могаше трпети да глава Божјега човека остане на месту бешчесноме, ископа је тајно, однесе у Јерусалим и сахрани на Гори Јелеонској. Не знајући о свему томе, цар Ирод када дозна о Исусу како чини велика чудеса, уплаши се и рече: „То је Јован кога сам ја посјекао, он устаде из мртвих“ (Мк 6, 16). После извесног времена неки знаменит властелин поверовавши у Христа, остави положај и сујету светску и замонаши се, и као монах, с именом Инокентије, настани се на Гори Јелеонској баш на оном месту где је глава Крститељева била закопана. Желећи да зида себи ћелију, он копаше дубоко и нађе земљан суд и у њему главу, за коју му се јави тајанствено, да је Крститељева. Он је целива и закопа на том истом месту.

## Друго обретење
На овај дан се зато прославља прво и друго „Обретеније главе Светог Јована Крститеља“ као помен на ове догађаје. По Божјем промислу та чудотворна глава доцније ишла је од руке до руке, понирала у мрак заборава и опет објављивана, док најзад није у време благочестиве царице Теодоре, мајке Михаилове и жене Теофилове, и у време патријарха Игњатија, пренета у Цариград. Многа чудесна исцељења догодише се од главе Претечине. Важно је и интересантно је, да док би жив, „Јован не учини ниједно знамење“ (Јн 10, 41) а, међутим, његовим моштима даде се благодатна чудотворна моћ.
Српска православна црква слави овај празник 24. фебруара по црквеном, а 9. марта по грегоријанском календару.

## Треће обретење
Треће обретеније главе светог Јована Крститеља је хришћански празник. У 8. веку за време иконоборства глава Светог Јована је пренета у место Комане, место прогонства Светог Јована Златоуста. Али када је иконоборство престало, за време владавине цара Михаила и патријарха Игњатија, 850. године, глава Светог Јована је пренета у Цариград и тамо положена у придворној царској цркви.
Српска православна црква слави овај празник 25. маја по црквеном, а 7. јуна по грегоријанском календару.